# 富里インターチェンジ
富里インターチェンジ（とみさとインターチェンジ）は、千葉県富里市にある東関東自動車道のインターチェンジである。

## 道路
- E51 東関東自動車道（9番）

## 料金所
- ブース数：8

### 入口
- ブース数：2
  - ETC専用：1
  - ETC/一般：1

### 出口

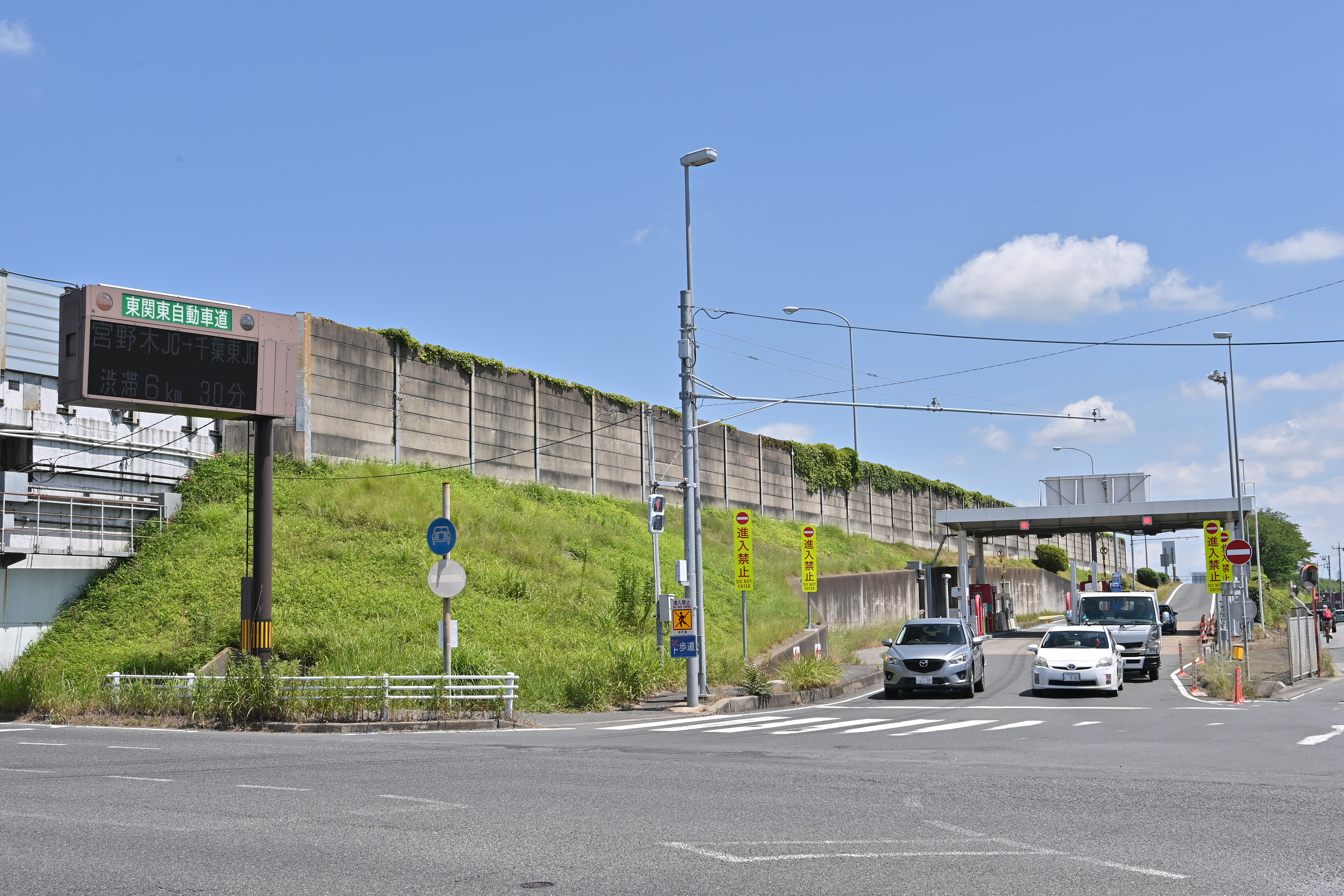
鹿島方面からの上り出口

上り（鹿嶋方面から）
- ブース数：2
  - ETC専用：1
  - 一般：1

下り（東京方面から）
- ブース数：4
  - ETC専用：1
  - 一般：3

## 歴史
- 1971年10月27日：新空港自動車道として宮野木JCT - 富里IC間開通
- 1972年8月19日：新空港自動車道として富里IC - 成田IC間開通
- 1979年4月1日：新空港自動車道の宮野木JCT - 成田IC間が東関東自動車道に名称変更

## 接続する道路
- 国道409号

## 周辺
- 国道51号（成田街道）
- 国道464号
- 国道296号
- ジョイフル本田富里店
- ベイシア富里店
- 千葉県立富里特別支援学校
- 日吉台ニュータウン
- ハードオフ富里インター店
- ケーズデンキ
- 富里市役所（当ICから八街方面に約4km）
- 京成本線公津の杜駅
- 国際医療福祉大学成田キャンパス

## 隣
E51 東関東自動車道
(8)佐倉IC - 酒々井PA - (8-1)酒々井IC - (9)富里IC - (9-1/10)成田JCT/IC